# 東藤島站
東藤島站（日语：／ Higashi-Fujishima eki */?）是位於福井縣福井市藤島町，越前鐵道的勝山永平寺線車站。車站編號為E7。

## 車站構造
現時採用簡易車站模式運作。月台兩端均設有出入口，其中向福井方向為無障礙道，往越前島橋方向則為階級出入口。中央處建有一座有蓋的候車室，玄關口設有上蓋伸延至月台外圍。
候車室除了裝有趙門、以分隔月台及候車室範圍外，讓除設有候車座椅外，亦擺放了兩個分類回收桶，也放置了一組書櫃和圖書供候車中的乘客閱讀；後方另有儲物室，由獨立的門口進入。
候車房旁邊設有座男女共用、以混凝土所建成的洗手間1座。而月台旁的車路則建有有蓋單車停泊場。

### 月台
只設有側式月台1座，長約50米，可容納2輛編成的列車停靠。月台上放置了矮身花糟作裝飾，由於大部份月台功能均安排於候車室內，所以月台其他部份則沒有配置任何設施。
列車停靠時，往勝山方向為左側上落，往福井方向為右側上落。
| 路線          | 上下行 | 方向     |
| ------------- | ------ | -------- |
| ■勝山永平寺線 | 下行   | 勝山方向 |
| ■勝山永平寺線 | 上行   | 福井方向 |

## 歷史
- 1914年2月11日：藤島站啟用。
- 1929年前：車站改名為東藤島站。
- 2001年6月25日：由於半年內兩度發生嚴重事故（日语：京福電気鉄道越前本線列車衝突事故），被國土交通省中部運輸局（日语：中部運輸局）引用鐵道事業法（日语：鉄道事業法）勒令全線暫停服務[1][2]。
- 2003年：

- 2月1日：車站設施轉讓至越前鐵道。
- 7月20日：越前鐵道將本站重開。

- 2024年10月11日：越前鐵道及福井鐵道均可使用ICOCA及全國通用IC卡付款[4][5]。

## 使用狀況
以下為一日平均上下車人次：
| 上下車人次變化 | 上下車人次變化 |
| 年度           | 1日平均人次    |
| -------------- | -------------- |
| 2011           | 118            |
| 2012           | 130            |
| 2013           | 123            |
| 2014           | 122            |
| 2015           | 107            |
| 2016           | 119            |
| 2017           | 119            |
| 2018           | 126            |
| 2019           | 113            |
| 2020           | 80             |
| 2021           | 38             |
| 2022           | 48             |

## 相鄰車站
越前鐵道
■勝山永平寺線
□快速（只有上行班次）、■普通
追分口（E6）－東藤島（E7）－越前島橋（E8）

## 外部連結
- 越前鐵道東藤島站 （页面存档备份，存于）（日語）